# تشب تشب كه
تشب تشب كه هو فيلم من نوع كوميديا وكوميديا دراما أُصدر في 2006. الفيلم من توزيع يو تي في مويشن بيكتشرز، وهو من إخراج بريادارشان ‏.

## طاقم التمثيل
- كارينا كابور
- باريش روال [الإنجليزية]‏
- شاهيد كابور
- نيها دوبيا
- راجبال ياداف
- سونيل شيتي

## الإنتاج
موسيقى الفيلم التصويرية كانت من تأليف Himesh Reshammiya ‏.

## وصلات خارجية
- تشب تشب كه على موقع IMDb (الإنجليزية)
- تشب تشب كه على موقع نتفليكس (الإنجليزية)
- تشب تشب كه على موقع ألو سيني (الفرنسية)
- تشب تشب كه على موقع Turner Classic Movies (الإنجليزية)
- تشب تشب كه على موقع أول موفي (الإنجليزية)
- تشب تشب كه على موقع بوكس أوفيس موجو (الإنجليزية)
- تشب تشب كه على موقع فيلمافينيتي (الإسبانية)
- تشب تشب كه على موقع قاعدة بيانات الفيلم (الإنجليزية)
- تشب تشب كه على موقع ليتربوكسد (الإنجليزية)
- تشب تشب كه على موقع كينوبويسك (الروسية)